# تیم ملی بسکتبال عمان
تیم ملی بسکتبال عمان نماینده عمان در مسابقات بین‌المللی بسکتبال است. این تیم بالاترین سطح بسکتبال در کشور عمان نیز هست. این تیم از سال ۱۹۶۵ به فیبا پیوست.